# 엔도 테츠야
엔도 테츠야(遠藤徹哉, 1960년 9월 7일 ~ )는 일본의 애니메이션 감독, 스토리보드 아티스트, 사운드 감독이다. 1988년 <이웃집 토토로>의 조감독을 역임했고, 1992~93년 <꽃의 천사 메리벨>을 연출했다.

## 참여 작품
- 이웃집 토토로
- 짱켄맨
- 꽃의 천사 메리벨
- YAIBA
- 쏙 빠져들것 같아
- 모자코
- Serial experiments lain
- 히카루의 바둑
- 최유기
- 마법선생 네기마!
- 페토페토 씨
- 강철삼국지
- 디지몬 크로스워즈